# Zygothrica parvipoeyi
Zygothrica parvipoeyi är en tvåvingeart som beskrevs av Burla 1956. Zygothrica parvipoeyi ingår i släktet Zygothrica och familjen daggflugor. Inga underarter finns listade i Catalogue of Life.